# Augochloropsis anisitsi
Augochloropsis anisitsi är en biart som först beskrevs av Carlos Schrottky 1908.  Augochloropsis anisitsi ingår i släktet Augochloropsis och familjen vägbin. Inga underarter finns listade.